# Brisbane
För andra betydelser, se Brisbane (olika betydelser).
Brisbane [uttal: ˈbɹɪzbən] är en stad i Australien med 1,9 miljoner invånare. Den är huvudstad i delstaten Queensland samt den tredje största staden i Australien och största stad i Queensland. Brisbane är byggd utefter Brisbane River, som slingrar sig igenom staden och korsas av flera broar. Namnet har staden fått efter Sir Thomas Brisbane, som var guvernör i New South Wales åren 1821-1825.

## Historia
Området som kom att bli Brisbane beboddes först av Turbull- och Jagerafolken. År 1799 hamnade Matthew Flinders vid Moreton Bay, alldeles vid staden. Han döpte det till Rödaklippspunkten, på grund av de rödfärgade klipporna. 
Området utforskades första gången 1823 av John Oxley, i samband med att det hade beslutats att en straffkoloni skulle anläggas. Oxley utforskade och namngav Moreton Bay och seglade också uppför Brisbane River. Straffkolonin anlades under mitten av 1820-talet efter rekommendationer av Oxley, i vad som nu är Brisbanes CBD (Central Business District) och 1838 tilläts civil inflytting. 
I juni 1859 blev Queensland en egen koloni och Brisbane blev därmed huvudstad. Staden fick dock inte sina stadsrättigheter förrän 1902 och 1925 slogs en rad mindre områden ihop och bildade City of Greater Brisbane som styrs av Brisbane City Council.

## Geografi

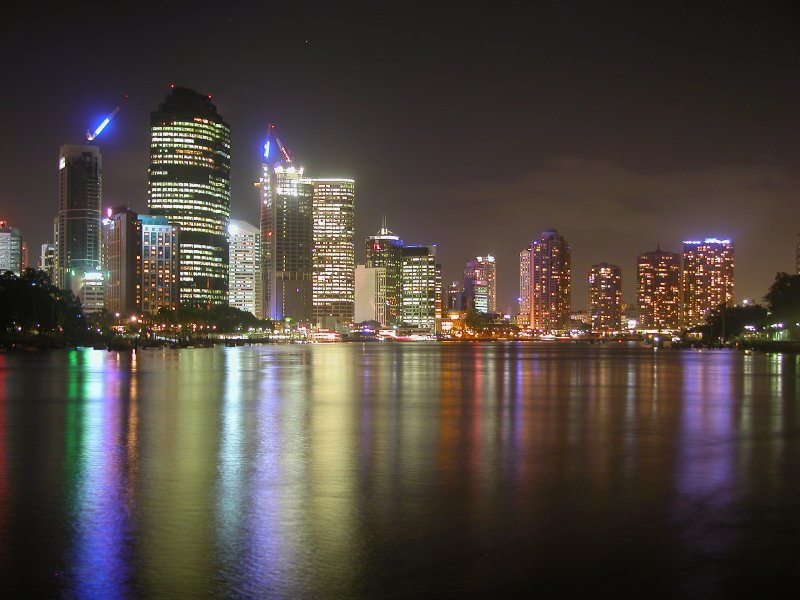
Brisbane nattetid

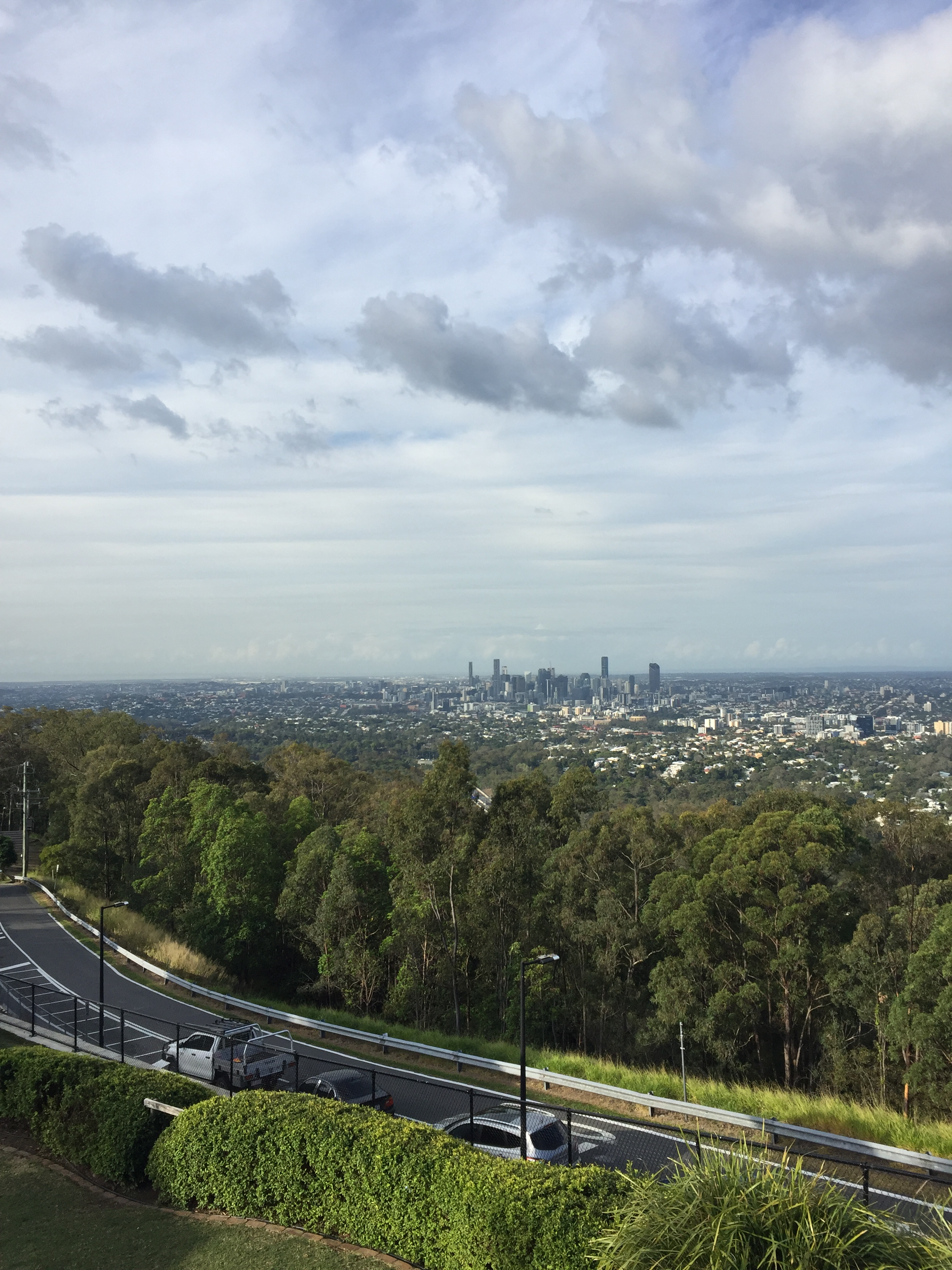
Brisbane från Mount Coot-tha

Brisbane är belägen i den sydöstra hörnet av Queensland, utmed Brisbane River. En del av staden ligger utmed Moretonbukten. den är också rätt bergig. Det finns dock risk för översvämningar i staden. Staden har upplevt tre stora översvämningar sedan kolonisationen, 1893, 1974 och 2011, varvid den andra inträffade efter att en cyklon drabbat staden. Folktätheten i staden är jämförbar med den i Sydney.

### Klimat
Klimatet i staden är fuktigt och subtropiskt. Från senvåren fram till tidig höst är åskväder vanliga. Den varmaste temperaturen i staden är 43,2 °C, vilket det var den 26 januari 1940. Vid stadens flygplats nådde temperaturen under fryspunkten den 19 juli 2007, vilket också är första gången det inträffat sedan man börjat mäta. Den våtaste dagen är den 21 januari 1887 då det föll 465 millimeter.
Variationen i havstemperatur är relativt stor, men vattnet är alltid varmt. Runt 21 °C som kallast under augusti och runt 27 °C som varmast under februari.
Normala temperaturer och nederbörd på Brisbane Airport:
|                                            | Jan | Feb | Mar | Apr | Maj | Jun | Jul | Aug | Sep | Okt | Nov | Dec |
| ------------------------------------------ | --- | --- | --- | --- | --- | --- | --- | --- | --- | --- | --- | --- |
| Normaldygnets maximitemperaturs medelvärde | 30  | 30  | 29  | 27  | 24  | 22  | 21  | 23  | 26  | 27  | 28  | 30  |
| Normaldygnets minimitemperaturs medelvärde | 21  | 21  | 20  | 17  | 13  | 11  | 9   | 11  | 14  | 16  | 19  | 20  |
|                                            |     |     |     |     |     |     |     |     |     |     |     |     |
| Nederbörd                                  | 158 | 175 | 138 | 90  | 99  | 71  | 63  | 43  | 35  | 94  | 96  | 126 |

| Diagram | temperaturer i °C • månadsnederbörd i mm | temperaturer i °C • månadsnederbörd i mm | temperaturer i °C • månadsnederbörd i mm | temperaturer i °C • månadsnederbörd i mm | temperaturer i °C • månadsnederbörd i mm | temperaturer i °C • månadsnederbörd i mm | temperaturer i °C • månadsnederbörd i mm | temperaturer i °C • månadsnederbörd i mm | temperaturer i °C • månadsnederbörd i mm | temperaturer i °C • månadsnederbörd i mm | temperaturer i °C • månadsnederbörd i mm | temperaturer i °C • månadsnederbörd i mm |
|         | 158 30 21                                | 175 30 21                                | 138 29 20                                | 90 27 17                                 | 99 24 13                                 | 71 22 11                                 | 63 21 9                                  | 43 23 11                                 | 35 26 14                                 | 94 27 16                                 | 96 28 19                                 | 126 30 20                                |

| Jan         | Feb         | Mar         | Apr         | Maj         | Jun         | Jul         | Aug         | Sep         | Okt         | Nov         | Dec         |
| ----------- | ----------- | ----------- | ----------- | ----------- | ----------- | ----------- | ----------- | ----------- | ----------- | ----------- | ----------- |
| 26 °C 79 °F | 27 °C 81 °F | 26 °C 79 °F | 25 °C 77 °F | 24 °C 75 °F | 22 °C 72 °F | 21 °C 70 °F | 21 °C 70 °F | 22 °C 72 °F | 23 °C 73 °F | 24 °C 75 °F | 25 °C 77 °F |

| Jan   | Feb   | Mar   | Apr  | Maj  | Jun  | Jul  | Aug  | Sep  | Okt   | Nov   | Dec   |
| ----- | ----- | ----- | ---- | ---- | ---- | ---- | ---- | ---- | ----- | ----- | ----- |
| 11/11 | 11/11 | 11/11 | 7/11 | 5/11 | 4/11 | 4/11 | 6/11 | 8/11 | 10/11 | 11/11 | 11/11 |

## Sport
Brisbane arrangerade Samväldesspelen 1982. Bland sportpersonligheterna i staden kan märkas världsrekordshållaren på 200 meter och 400 meter medley, Stephanie Rice. Brisbane valdes 21 juli 2021 till arrangör av Olympiska sommarspelen 2032.

## Demografi
I juni 2006 hade Brisbane 989 152 invånare i staden. I storstadsområdet fanns totalt omkring 1,81 miljoner invånare. Brisbane City Council som Australiens största Local Government Area (i area), är det mest bebodda området i Australien. Brisbane sägs ha Australiens högsta folkökning. Stadsinvånarna har ökat med 11,5 % mellan 1999 och 2004.
Resultatet från 2001 års australiensiska folkräkning 2001 visade att 1,7 % av Brisbanes invånare är av aboriginskt ursprung, medan 21 % är födda utanför landet. Uppskattningsvis 13,5 % av Brisbanes hushåll talar ett annat språk än engelska, främst då kinesiska, vietnamesiska och italienska. Medelåldern i Brisbane är 32 år.

## Utbildning
Brisbane har multicampusuniversitet och colleges, inkluderat University of Queensland (medlem i Group of Eight), Queensland University of Technology och Griffith University. Andra universitet som har campus i Brisbane är Australian Catholic University och University of Southern Queensland.
Brisbane har också TAFE-colleges: Bremer Institute of TAFE, Brisbane North Institute of TAFE, Metropolitan South Institute of TAFE och Southbank Institute. Andra självständiga utbildningsplatser är Australian College of Natural Medicine, Brisbane College of Theology, QANTM, Brisbane College of Photography and Art samt Jschool: Journalism Education & Training.
De kommunala skolorna sköts av Education Queensland, både högskolor och grundskolor.

## Musik
Bland musikpersonligheterna i staden kan märkas Darren Hayes och Daniel Jones som utgjorde popduon Savage Garden mellan 1993 och 2001.